# Jeremy Bradford Cook Jackson
Jeremy Bradford Cook Jackson (13 de novembro de 1942) é um ecologista, paleobiólogo e conservacionista americano. Ele é professor emérito do Scripps Institution of Oceanography, cientista sênior emérito do Smithsonian Institution e cientista visitante do American Museum of Natural History Center for Biodiversity and Conservation. Ele estuda ameaças e soluções para os impactos humanos no meio ambiente e a ecologia e evolução dos mares tropicais. Jackson tem mais de 170 publicações científicas e 11 livros, com quase 40.000 citações listadas no Google Acadêmico.
Ele é um orador público extremamente envolvente e já deu muitas palestras sobre a crise ambiental, incluindo sua palestra no TED “Como destruímos os oceanos”, que foi assistida mais de meio milhão de vezes. Jackson é membro da Associação Americana para o Avanço da Ciência e da Academia Americana de Artes e Ciências.
Ele recebeu mais de uma dúzia de prêmios e distinções, incluindo o Prêmio Internacional BBVA em Ecologia e Conservação, a Medalha Paleontológica e a Medalha Darwin da Sociedade Internacional de Estudos de Recifes. O trabalho de Jackson sobre o colapso dos ecossistemas costeiros foi escolhido pela revista Discover como a principal conquista científica de 2001. Seu novo livro Breakpoint: Tending to America’s Environmental Crises, lançado por Yale em abril de 2018.